# Fondation Président Theodor Heuss
La Fondation Président Theodor Heuss (en allemand Stiftung Bundespräsident-Theodor-Heuss-Haus, THH) à Stuttgart est une fondation allemande non partisane destinée à la préservation de la mémoire du journaliste et homme politique social-libéral Theodor Heuss, premier président fédéral de l'Allemagne de l'Ouest après la Seconde Guerre mondiale. Elle a été créée en 1994 par le Bundestag pour commémorer la vie et l'œuvre de Heuss et pour « contribuer à la compréhension de l'histoire récente »,. La Fondation est active dans les domaines de l'éducation civique et de la recherche politique et historique, en se concentrant sur l'histoire de la démocratie et du libéralisme. Elle gère les archives Theodor Heuss ainsi qu'un maison-musée, la Maison Theodor Heuss à Stuttgart.

## Financement
La Fondation Président Theodor Heuss est financée par le gouvernement fédéral allemand et est indépendante de tout parti politique. Elle est dirigée par Thorsten Holzhauser (de) (Directeur général), historien et politologue, et Isabel Fezer (Président), maire adjoint de Stuttgart. Son Conseil de surveillance est présidé par Sabine Leutheusser-Schnarrenberger, ancient Ministre de la Justice de l’Allemagne,,.

## Publications
La Fondation a publié plusieurs séries de livres. La série Zeithistorische Impulse comprend des volumes édités et des monographies sur la recherche historique contemporaine. Sous le titre Theodor Heuss. Stuttgarter Ausgabe, la Fondation publie une édition des lettres, discours et écrits de Theodor Heuss. La série des Lettres est complétée par huit volumes, publiés entre 2009 et 2014, qui proposent une sélection annotée des quelque 60 000 lettres écrites par Heuss,,,,.

## Maison-musée
Aujourd'hui, la maison Theodor Heuss est utilisée comme lieu d'événements publics et comme musée. Outre différentes expositions temporaires,, trois expositions permanentes sont présentées dans la Maison Theodor Heuss : l'ameublement original de Theodor Heuss dans le style de la fin des années 1950 est visible dans son logement ; une exposition historique (Demokratie als Lebensform) est consacrée à la vie et à l'œuvre de Theodor Heuss et de son épouse, l'activiste sociale et politique Elly Heuss-Knapp ; et une exposition présente les fonctions du président fédéral allemand dans le cadre constitutionnel allemand,,,,.